# Зальцман, Исаак Моисеевич
Исаа́к Моисе́евич За́льцман (26 ноября (9 декабря) 1905 года, Томашполь — 17 июля 1988 года, Ленинград) — советский хозяйственный деятель, организатор машиностроительного производства. Народный комиссар танковой промышленности СССР. Генерал-майор. Герой Социалистического Труда. Лауреат Сталинской премии.

## Биография
Родился 26 ноября (9 декабря) 1905 года в местечке Томашполь в семье портного-еврея. Старший из 5 детей. Отец пострадал во время погрома в период Гражданской войны и вскоре умер.
С 1919 года работал на сахарном заводе на Украине. В 1924 году вступил в комсомол, с 1928 года — член ВКП(б).
В 1933 году окончил Одесский политехнический институт. По окончании института работал сменным мастером на заводе «Красный путиловец» в Ленинграде (с 1934 года — Кировский завод). После ареста прежнего руководства завода в 1938 году был назначен директором.
Будучи директором крупнейшего завода СССР по производству танков, неуклонно добивался увеличения их производства, в 1939 году запустил в массовое производство тяжёлые танки «КВ» и ряд других. За первые три месяца Великой Отечественной войны Кировский завод выпустил танков «КВ-1» больше, чем за период с января по июнь 1941 года.
Руководил Кировским заводом при прорыве вражеских войск к окраинам Ленинграда и в начале блокады; одновременно, с октября 1941 года, работал заместителем Народного комиссара танковой промышленности СССР. Провёл эвакуацию Кировского завода в Челябинск и в кратчайшие сроки развернул производство тяжёлых танков «КВ» на предприятии, где с начала 1941 года происходил выпуск танков.
В феврале 1942 года назначен на должность директора танкового завода № 183 имени Коминтерна в Нижнем Тагиле (Свердловская область). Организовал производство танков Т-34 и за 33 дня перестроил завод на выпуск новой модели танков. В мирное время такая задача решалась не менее чем за год.
С 1 июля 1942 года по 28 июня 1943 года занимал должность Народного комиссара танковой промышленности СССР. Затем был освобождён от занимаемой должности и вновь назначен на пост директора Кировского завода в Челябинске, сменив М. А. Длугача. В том же 1943 году на заводе начали выпускать новые танки ИС-2. За время войны Кировский завод выпустил 18 тысяч танков и САУ, 45 000 танковых двигателей, освоил производство 13 типов танков и САУ и шести типов танковых двигателей.
Генерал-майор инженерно-танковой службы (21 января 1945 года).
Руководил заводом в Челябинске до июля 1949 года. В сентябре 1949 года был исключён из ВКП(б). По его утверждениям, причиной стал его отказ дать показания по «Ленинградскому делу» против некоторых арестованных высокопоставленных партийных и государственных руководителей, сам же он не был арестован по личному указанию И. В. Сталина, который помнил его военные заслуги. В документах в вину Зальцману были поставлены «затягивание технического перевооружения завода», срыв плана выпуска тракторов более чем на 3000 штук, многочисленные факты «барства», а также «грубое и унизительное отношение к работникам».
По другой версии, основной причиной отставки Зальцмана стало то, что весной 1949 года на Кировском заводе в Челябинске не смогли в кратчайшие сроки исправить серьёзные дефекты в конструкции и технологии производства тяжёлого танка ИС-4. Когда в мае-июне выяснилось, что Зальцман не справился с важнейшим поручением, только тогда в ЦК ВКП(б) дали ход компромату, который поступил на имя И. В. Сталина ещё в конце февраля 1949 года. Таким образом, злоупотребления и грубость Зальцмана, о которых в Москве хорошо знали и прежде, оказались лишь дополнением к срыву совершенно секретного задания по танкам, но именно о них говорилось в официальных документах по «делу» Зальцмана. Обвинения в связях с «ленинградцами», а точнее преподнесении им дорогих подарков за счёт завода, Зальцману предъявили лишь в августе-сентябре 1949 года, когда в Комиссии партийного контроля при ЦК ВКП(б) решался вопрос о его партийности.
После освобождения от должности работал мастером на машиностроительном заводе в Муроме, затем был переведён в Орёл. В 1955 году был восстановлен в КПСС. С 1957 года работал в тресте «Ленгослес». В 1959 году был назначен на должность директора механического завода Ленгорисполкома.
Депутат ВС СССР 2-го созыва (1946—1950).
В 1986 году ушёл на пенсию. Жил в Ленинграде, где и умер 17 июля 1988 года. Похоронен на Богословском кладбище.

## Память
- В 1995 году на здании заводоуправления Челябинского тракторного завода была открыта мемориальная доска в память Исаака Моисеевича Зальцмана.
- В 2007 году в Челябинске имя И. М. Зальцмана присвоено улице в Тракторозаводском районе.
- В декабре 2014 году в Челябинске в Трактор (ледовая арена) «Трактор» вывешен флаг-стяг с портретом И. М. Зальцмана и надписью «ОСНОВАТЕЛЬ КОМАНДЫ»
- Сквер Исаака Зальцмана на пр. Стачек (у д. 62) в Санкт-Петербурге[7][8][9].

## Семья
- Жена (с 1928 года) — Хана Иосифовна Бронштейн (1903—1975), выпускница Агрономического института; работала на гидролизном заводе.
  - Сын Леонид - кандидат технических наук
  - дочь Татьяна.
- Сестра (1909 г. р.) — Мария Моисеевна Зальцман. Была репрессирована[10].

## Награды и премии
- Герой Социалистического Труда (19.9.1941) — за выдающиеся заслуги в обеспечении Красной армии танковой техникой в трудных условиях военного времени
- три ордена Ленина
- орден Суворова I степени
- орден Кутузова II степени
- два ордена Трудового Красного Знамени (17.04.1940, «за успешную работу и проявленную инициативу по укреплений обороноспособности нашей страны»; …)
- орден Красной Звезды
- Сталинская премия первой степени (1946) — за коренное усовершенствование технологии и организацию высокопроизводительного поточного метода производства тяжёлых танков[11]

## Сочинения
- Зальцман И. М. Опыт изготовления и монтажа стальных штампованных нагревательных приборов. — Л.: Б.и., 1961. — 24 с.
- Зальцман И., Эдельгауз Г. Вспоминая уроки Танкограда // Коммунист. — 1984. — № 16. — С. 76—87.